# Говинда Бхагаватпада

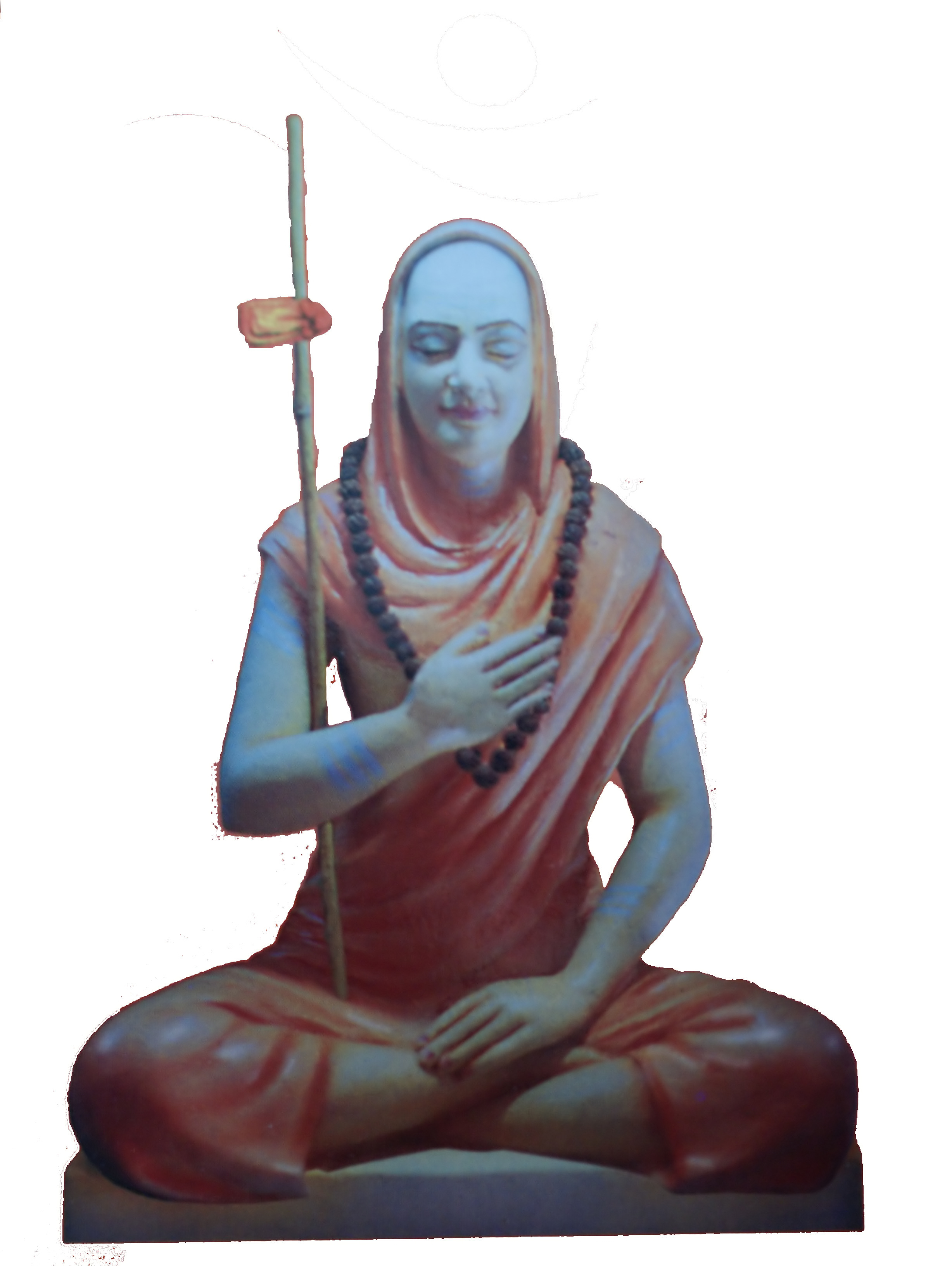
Гаудапада, гуру Говинды Бхагаватпады

Говинда Бхагаватпада (там. கோவிந்த பகவத் பாதர்) — индийский мыслитель, учитель Адвайта-веданты, одной из шести ортодоксальных школ (даршан) в философии индуизма —Веданты. Духовный наставник и святой мудрец VII—VIII века.
О его жизни известно мало. Был учеником Гаудапады.
Известен прежде всего тем, что был гуру (наставником) индийского индуистского философа, основоположника адвайты Шанкарачарьи. Упоминается в первом стихе Ади Шанкара «Вивека-чудамани».
Жил в пещере в Омкарешваре (Центральная Индия). Как гласит легенда, Шанкара шел сотни километров через леса, долины, пересекая горы и реки, пока, наконец, не достиг Омкарешвара, где в пещере под деревом баньяна на берегу реки Нармада находился Говинда Бхагаватпада в состоянии Нирвикальпа-самадхи Ништха.
Среди прочего, учил, что просветление в голове достигается путём повышения вибрации головной чакры. Обозначается солнцем.

«Лишь у добродетельных между бровями появляется пламенеющее сознание, которое внешне подобно огню, молнии (vidyut) или солнцу. Трудно описать природу этого непревзойденного пламени. Оно наделяет человека вечным блаженством и освобождает его от всех страданий. Его можно наблюдать. Оно миролюбиво и его атрибуты может оценить по достоинству сам индивидуум. Ему следует сосредоточить свой ум на этом пламени, и перед ним появится вся вселенная, подобная вечно вибрирующему сознанию. Он становится свободным от всех видов привязанностей, включая те, что вызваны предшествующими действиями в этой и прошлой жизнях».— Говинда Бхагаватпада «Rasahrdaya tantra». Цитируется по Бхагаван Даш «Алхимия и применение лекарств на основе металлов в аюрведе».